# Шевченко Євген Іванович

 Шевченко Євген Іванович ( рос. Шевченко Евгений Иванович 31 травня,  1934, Харків, Україна — 1994) — російський і радянський театральний актор.

## Життєпис
Народився у місті Харків. Акторське мистецтво здобув у Харківському театральному інституті. 
Як актор починав у Сімферопольському театрі. Згодом перебрався на працю у Ленінград. Працював актором у Театрі юних глядачів, що тоді розміщався на вул. Мохова. Йому довіряли ролі у різних виставах, серед котрих «В садах Ліцею» (Олександр Пушкін), «Ворон» (Дженнаро), «Колеги» (роль Максимова), «Ромео і Джульєтта» (Ромео).
У мемуарах згадано про тріумфальне закінчення вистави «Ромео і Джульєтта», де Ромео грав Євген Шевченко, а Джульєтту — тоді ще студентка ТЮГа Ніна Дробишева. Глядачі після закінчення вистави оплесками викликали головних виконавців шістнадцять (16) разів. 
Старий ТЮГ змінювався і ставав більш нудним. Йшли зміни як у акторському і режисерському складі, так і незворотні зміни глядацької аудиторії. Ленінградський ТЮГ став донором для інших, «дорослих» театрів. Тільки Александрінському театру на Невському проспекті ТЮГ віддав сімнадцять (17) вихованих акторів, серед котрих був і Бруно Фрейндліх (1909—2002). Частка акторів ТЮГа перейшла у інші «дорослі» театри і у кіно, як у Ленінграді,  так і у Москві.
ТЮГ покинув і Євген Шевченко, не витримавши режисерської диктатури Зіновія Корогодського, котрий жорстко творив «свою» театральну трупу.
Євген Шевченко перебрався у Німеччину, де грав у радянському Театрі Армії у НДР. Згодом читав тексти і вірші у Ленконцерті.
Помер від хвороби серця.